# Uglegorsk (Oblast' di Sachalin)
Uglegorsk (giapponese ウグレゴルスク, russo Углегорск) è una cittadina dell'Estremo Oriente Russo nell'oblast' di Sachalin.

## Geografia
La cittadina sorge sulla costa dello stretto dei Tartari, 359 km a nordovest di Južno-Sachalinsk; è capoluogo del distretto omonimo.

### Clima
Il clima di Uglegorsk viene classificato come clima boreale delle foreste (Dfb) secondo la classificazione dei climi di Köppen.
| Uglegorsk (1991-2020) Fonte: | Mesi         | Mesi         | Mesi         | Mesi         | Mesi        | Mesi        | Mesi        | Mesi        | Mesi        | Mesi         | Mesi         | Mesi         | Stagioni | Stagioni | Stagioni | Stagioni | Anno  |
| Uglegorsk (1991-2020) Fonte: | Gen          | Feb          | Mar          | Apr          | Mag         | Giu         | Lug         | Ago         | Set         | Ott          | Nov          | Dic          | Inv      | Pri      | Est      | Aut      | Anno  |
| ---------------------------- | ------------ | ------------ | ------------ | ------------ | ----------- | ----------- | ----------- | ----------- | ----------- | ------------ | ------------ | ------------ | -------- | -------- | -------- | -------- | ----- |
| T. max. media (°C)           | −8,3         | −7,2         | −1,9         | 4,5          | 10,3        | 14,5        | 18,5        | 20,2        | 17,2        | 10,2         | 1,0          | −6,0         | −7,2     | 4,3      | 17,7     | 9,5      | 6,1   |
| T. media (°C)                | −11,0        | −10,3        | −4,9         | 1,2          | 6,5         | 11,2        | 15,6        | 17,3        | 13,9        | 6,9          | −1,8         | −8,6         | −10,0    | 0,9      | 14,7     | 6,3      | 3,0   |
| T. min. media (°C)           | −13,3        | −12,9        | −7,6         | −1,3         | 3,8         | 8,7         | 13,3        | 14,9        | 11,0        | 4,2          | −4,2         | −10,8        | −12,3    | −1,7     | 12,3     | 3,7      | 0,5   |
| T. max. assoluta (°C)        | 2,6 (1995)   | 5,3 (1960)   | 10,9 (2016)  | 18,4 (2009)  | 25,1 (1948) | 27,4 (1958) | 28,8 (1955) | 29,6 (1950) | 26,6 (2020) | 21,2 (1948)  | 13,8 (1985)  | 7,9 (1967)   | 7,9      | 25,1     | 29,6     | 26,6     | 29,6  |
| T. min. assoluta (°C)        | −33,4 (1954) | −30,1 (1953) | −26,3 (1952) | −15,7 (1956) | −7,6 (1958) | −2,0 (1955) | 2,2 (1951)  | 4,2 (1948)  | −1,2 (1950) | −15,9 (1950) | −23,3 (1953) | −36,5 (1952) | −36,5    | −26,3    | −2,0     | −23,3    | −36,5 |
| Precipitazioni (mm)          | 44           | 26           | 33           | 39           | 51          | 49          | 63          | 81          | 96          | 81           | 56           | 57           | 127      | 123      | 193      | 233      | 676   |

## Storia
Fondata nel 1904, appartenne al Impero del Giappone fino al 1945 ed aveva nome Esutoru. Passò dopo la seconda guerra mondiale alla Russia, venendo ribattezzata con l'attuale nome e ricevendo, nel 1946, lo status di città.

### Evoluzione demografica
Fonte: mojgorod.ru
- 1959: 17.900
- 1979: 18.400
- 1989: 18.400
- 2002: 13.396
- 2007: 12.300